# Heleophryne orientalis
Heleophryne orientalis é uma espécie de anfíbio da família Heleophrynidae.
É endémica da África do Sul.
Os seus habitats naturais são: florestas temperadas, matagais mediterrânicos, campos de gramíneas de clima temperado e rios.
Está ameaçada por perda de habitat.